# جاكوب غادولين
جاكوب غادولين (بالفنلندية: Jakob Gadolin؛ بالسويدية: Jakob Gadolin) هو قسيس وفيلسوف فنلندي وسويدي، ولد في 24 أكتوبر 1719، وتوفي في 26 سبتمبر 1802.